# Cestrum ovalifolium
Cestrum ovalifolium är en potatisväxtart som beskrevs av Francey. Cestrum ovalifolium ingår i släktet Cestrum och familjen potatisväxter. Inga underarter finns listade i Catalogue of Life.